# Tipula pingi
Tipula pingi är en tvåvingeart som beskrevs av Alexander 1936. Tipula pingi ingår i släktet Tipula och familjen storharkrankar. Inga underarter finns listade i Catalogue of Life.